# Fernando Carrillo
Fernando Carrillo, teljes nevén Fernando Carrillo Roselli (Caracas, 1966. január 6. –) venezuelai tévészínész.
Venezuela Zulia nevű államában született, és nagyrészt Londonban nevelkedett, később a caracasi Központi Egyetemen (Universidad Central) tanult. Színészi pályája a Caracazo című filmmel indult, majd számos tévésorozatban szerepelt. 1990-ben összeházasodott Catherine Fulop színésznővel, akivel azonban négy évvel később elváltak. Carrillo jelenleg Los Angelesben él, és széles karriert igyekszik befutni az Egyesült Államokban. Mindeközben viszont Hugo Chávez hatalomra lépése óta az elnök támogatójaként – minden kimondott tisztség nélkül – részt vesz hazája politikai életében.
2000-ben Magyarországon járt, ez idő alatt Jakupcsek Gabriella vendége volt a Férfisztriptíz című műsorban.

## Sorozatai
- Sin miedo a la verdad (2018) ... Miguel
- Divina, está un tu corazón (2017) ... Luis Correa
- Soy tu fan (2010) ... Willy
- Ponderosa (2001-2002) ... Carlos Rivera de Vega
- Sebzett szívek (Siempre te amaré) (2000) ... Mauricio Castellanos (Magyar hangja: Viczián Ottó)
- Rosalinda (1999) ... Fernando José Altamirano del Castillo (Magyar hangja: Viczián Ottó)
- María Isabel (1997) ... Ricardo Mendiola (Magyar hangja: Viczián Ottó)
- Cara bonita (1994) ... Iván Manteloni
- Todo en el juego (All in the Game) (1993) ... Jesús Vila
- La mujer prohibida (1991-1992) ... Carlos Luis Gallardo
- Pasionaria (1990-1991) ... Jesús Alberto Tovar Urdaneta
- Abigaíl (1988-1989) ... Carlos Alfredo Ruíz Apunte
- Primavera (1987-1988) ... Eduardo Luis de la Plaza
- La muchacha del circo (1988) ... Héctor/ Alejandro
- Mansión de Luxe (1986) ... Álvaro Angudo
- La dama de rosa (1986) ... José Luis Ustáriz